# Земский Собор 1550 года
Земский собор 1549 года — фиктивный, примирительный Земский собор, на котором, якобы в 1549 году Иван IV Васильевич Грозный искал примирения между «землей» и боярами, собрав «свое государство из городов всякого чину» и лично обещавший народу правый суд и оборону.
Именно этому собору приписывали начало истории Земских соборов. В особых обстоятельствах созыва этого собора искали объяснения причин возникновения соборов вообще. Верховная власть будто бы искала в земском представительстве опоры против боярства с его бюрократическими злоупотреблениями.
Приведённая Н. М. Карамзиным речь Грозного, произнесённая собору на Красной площади с Лобного места в Москве, в сени хоругвей, в окружении духовенства и бояр, легла в основание яркой психологической характеристики Грозного, данной ему славянофилами. Момент первого обращения царя к народу в 1549 году признавался столь важным, что даже попало в учебники.

## Датировка
До сих пор не установлена точная дата: Н. М. Карамзин повествует о соборе между 1547 и 1550 годов. И. Д. Беляев и В. И. Сергеевич полагают, что собор происходил в 1548 году. Н. П. Загоскин относит собор к 1548—1549 годам. С. М. Соловьёв говорит, что царь мог обратиться к народу «не ранее 20-го года» своего возраста и это приходится на 1549—1550 года. Е. Е. Замысловский и М. О. Коялович полагают, что собор происходил в 1550 году. При всём разногласии, все историки, за исключением Е. Е. Замысловского, не указывают тех мотивов и данных, по каким они предпочитают тот или иной год. В предисловии к Стоглавому собору, который происходил в 1551 году, помещена речь Ивана Грозного, в которой он указывает: «в предыдущее лето били челом бояре о своих согрешениях», и он их простил и благословил и указал боярам и христианам помириться в срок, а судебник, который составлялся в 1550 году, исправить по старине. Таким образом, более точная датировка составляет от 01 сентября 1549 года до 01 сентября 1550 года. В этой картине всеобщего покаяния, прощения и примирения легко можно увидеть указание на якобы первый Земский собор 1550 года.

## Историография
Рассказ об обращении царя к народу на Лобном месте находится всего лишь в одной рукописи — Степенной книге Андрея Фёдоровича Хрущова и составляет в ней позднейшую вставку, сочинённую в конце XVII или начале XVIII веков, на основании некоторых литературных пособий. Это — вымысел, которому нельзя верить, он произволен и даже не искусен, как отметил историк П. Г. Васенко, который изучил данную рукопись. Впервые под сомнение документ был поставлен профессором И. Н. Ждановым, который не зная ещё о подложности рассказа Хрущовской книги, тем не менее, ставил знаменитую речь Грозного народу в ряд второстепенных и несущественных эпизодов преобразовательной деятельности царя и писал: «до 1566 года мы не встречаем указаний на созыв земского собора».
Гражданские реформы, которыми был занят тогда Иван Грозный и о которых он говорил Стоглавому собору, были обсуждаемы и решаемы на совещаниях старого порядка с «властями», «боярами» и «воинами». Иные исторические источники так же не указывают, на созыв «бояр, приказных людей и кормлёнщиков», как на что-нибудь новое и необычное, и непременно бы отразились в документах такого крупного нововведения в Московской политической практики.